# Ēriks Rags
Ēriks Rags, född 1 juni 1975 i Ventspils, är en lettländsk friidrottare som tävlar i spjutkastning.
Ēriks Rags har deltagit i alla stora mästerskap mellan 1997 och 2010. Hans främsta merit är sjunde placeringen vid OS i Aten 2004.
Hans personliga rekord är 86,47 från tävlingar i London under 2001.